# Polgári Párt (Dél-Korea, 2016–2018)
Polgári Párt (hangul: 국민의당, Kukminidang, handzsa: 國民의黨, RR: Gukmin-uidang) a második legnagyobb ellenzéki párt a dél-koreai politikában. 2015 végén vált ki a frakció a vezető ellenzéki pártból, a Demokratikus Összefogásból, majd 2016 februárjában lett párttá. A 2016-os nemzetgyűlési választásokon 38 mandátumot szerzett.